# Чернявський Ігор Олександрович
І́гор Олекса́ндрович Черня́вський (нар. 14 вересня 1995, Світлодарськ, Донецька область, Україна) — український футзаліст і каратист, універсал київського «ХІТа» і збірної України. Багаторазовий чемпіон Європи і світу з кемпо-карате. Майстер спорту України міжнародного класу.

## Біографія
З 6 до 18 років займався карате під керівництвом тренера і батька Олександра Чернявського у спортивному залі вуглегірської ТЕС. Також у шкільному віці почав грати у футбол.
Остаточно перейшов у футзал після вступу до університету, де почав грати за збірну ЗВО. 2014 року став чемпіоном Студентської ліги ФК «Шахтар».
2015 року грав у футбол) і футзал за «Артеміду» (Харцизьк).
2016 року зіграв один матч у складі «АРПІ» (Донецьк/Запоріжжя) у Кубку України.
Після того два сезони виступав у футзалі за сімферопольський «СКФ-Мясковъ». В цей же період виступав у футболі за ФК «Харцизьк» (2016) і «Локомотив» (Донецьк).
З 2018 року — гравець київського футзального клубу «GRIFON». За підсумками сезону 2018/19 став переможцем та найкращим бомбардиром чемпіонату Києва у першій лізі, найкращим гравцем першості за версією сайту Footboom.com та фіналістом Кубку Києва
На початку сезону 2019/20 зіграв три матчі за кишинівське «Динамо Плюс» в попередньому раунді Ліги чемпіонів, в яких відзначився трьома забитими м'ячами.
Після виступу в єврокубках повернувся в «GRIFON», але у кінці сезону 2019/20 зіграв один матч за «Динамо Плюс» в чемпіонаті Молдови.
Перехід у професійний футзал
Влітку 2020 року відгукнувся на запрошення тренера «ХІТа» Тараса Шпички та приєднався до київського клубу. У дебютному сезоні за «ХІТ» забив 7 голів у 22 іграх чемпіонату. За підсумками березня 2021 року був визнаний найкращим гравцем місяця у Favbet Екстра-лізі. Також разом із киянами здобув бронзові нагороди турніру. 
У сезоні 2022/23 зробив вагомий вклад для тріумфу «ХІТа» в Екстра-лізі і здобуття першого чемпіонства України, записавши на свій рахунок 22 влучних удари. Крім того дійшов до фіналу Кубка України, програного «Кардиналу-Рівне» у серії післяматчевих пенальті. А в 2023 році здобув ще один трофей - Суперкубок України у грі із тим же «Кардиналом-Рівне» (2:0). Також став автором одного із двох переможних голів своєї команди. 
| Сезон           | Команда         | Турнір          | М   | Г  |
| --------------- | --------------- | --------------- | --- | -- |
| 2020/21         | «ХІТ»           | Екстра-ліга     | 22  | 7  |
| 2021/22         | «ХІТ»           | Екстра-ліга     | 15  | 7  |
| 2022/23         | «ХІТ»           | Екстра-ліга     | 32  | 22 |
| 2023/24         |                 |                 | 33  | 16 |
| Усього за «ХІТ» | Усього за «ХІТ» | Усього за «ХІТ» | 102 | 52 |

### Національна збірна України
Дебютний виступ універсала за національну збірну відбувся у двадцятишестирічному віці 25 вересня 2021 року, у програному з рахунком 1:2 товариському матчі проти Румунії. Наступного дня в другому спарингу між цими командами. цього разу переможного (4:0), забив свій перший м'яч за збірну. Незабаром після цього його викликали на чемпіонат Європи 2022 року, де він провів усі шість ігор на турнірі і став автором двох влучних ударів. Загалом станом на 17 квітня 2024 року провів за національну збірну України з футзалу 25  матчів і записав на свій рахунок 7 забитих м'ячів.
| Рік   | М  | Г |
| ----- | -- | - |
| 2021  | 4  | 1 |
| 2022  | 12 | 5 |
| 2023  | 4  | 0 |
| Разом | 22 | 6 |

## Досягнення

### Футзал

#### Командні
«ХІТ»
 Екстра-ліга
- Чемпіон України (2): 2022/23, 2023/24
- Бронзовий призер (1): 2020/2021

- Кубок
- Фіналіст (1): 2020/21, 2022/23
- Володар Суперкубка України (1): 2023

#### Індивідуальні
- Гравець місяця в Екстра-лізі (2): березень 2021[18], жовтень 2022[19]
- Увійшов до найкращої п'ятірки гравців, які впродовж року викликалися до збірної України: 2022[20]

### Карате[1]
- Дворазовий володар Кубку світу з кемпо
- Чотириразовий чемпіон світу з кемпо-карате
- П'ятиразовий чемпіон Європи з кемпо-карате
- Чотирнадцятиразовий чемпіон України з кемпо
- П'ятнадцятиразовий володар Кубку України з кемпо
- Дворазовий чемпіон України з кудо
- Дворазовий володар Кубку України з кудо
- Призер чемпіонату України з самбо

## Статистика виступів

### Матчі за збірну України
| 01. | 25-09-2021 | Румунія     | Sala Polivalentă, Бистриця           | Румунія        | 1-2 | Товариський матч          | 0 |     |
| 02. | 26-09-2021 | Румунія     | Sala Polivalentă, Бистриця           | Румунія        | 4-0 | Товариський матч          | 0 | 40' |
| 03. | 18-12-2021 | Азербайджан | Спортивно-оздоровчий центр МНС, Баку | Азербайджан    | 4-0 | Товариський матч          | 0 | 28' |
| 04. | 19-12-2021 | Азербайджан | Спортивно-оздоровчий центр МНС, Баку | Азербайджан    | 5-1 | Товариський матч          | 0 |     |
|     | 15-01-2022 | Україна     | Академія спорту, Буча                | «SkyUP» (Київ) | 7-0 | Товариський матч          | 0 |     |
| 05. | 19-01-2022 | Нідерланди  | Ziggo Dome, Амстердам                | Нідерланди     | 2-3 | ЧЄ 2022 - 1-й етап        | 0 |     |
| 06. | 23-01-2022 | Нідерланди  | Ziggo Dome, Амстердам                | Сербія         | 6-1 | ЧЄ 2022 - 1-й етап        | 1 |     |
| 07. | 28-01-2022 | Нідерланди  | МартініПлаза, Гронінген              | Португалія     | 0-1 | ЧЄ 2022 - 1-й етап        | 0 |     |
| 08. | 31-01-2022 | Нідерланди  | Ziggo Dome, Амстердам                | Казахстан      | 5-3 | ЧЄ 2022 - чвертьфінал     | 0 |     |
| 09. | 04-02-2022 | Нідерланди  | Ziggo Dome, Амстердам                | Росія          | 2-3 | ЧЄ 2022 - півфінал        | 0 |     |
| 10. | 06-02-2022 | Нідерланди  | Ziggo Dome, Амстердам                | Іспанія        | 1-4 | ЧЄ 2022 - матч за 3 місце | 1 |     |